# Barra do Rio Azul
Barra do Rio Azul es un municipio del Estado de Rio Grande do Sul, Brasil. Tiene una población estimada, a mediados de 2021, de 1.621 habitantes.
El municipio está situado a orillas del río Uruguay, que separa a Rio Grande do Sul del Estado de Santa Catarina.